# João Goulart
João Marques Goulart Belchior, znany też jako Jango (ur. 1 marca 1918 w São Borja, zm. 6 grudnia 1976 w Mercedes) – brazylijski polityk, wiceprezydent w latach 1956–1961, prezydent od 1961 do zamachu stanu w 1964.
Jako lewicowy prezydent wzywał do przeprowadzenia radykalnych reform społecznych. Zapowiedział przeprowadzenie reformy rolnej i nacjonalizację zagranicznych koncernów naftowych. Domagał się przyznania prawa wyborczego analfabetom i żołnierzom niższych stopni, czym wywołał niezadowolenie wpływowych i konserwatywnych warstw społeczeństwa oraz dowództwa sił zbrojnych. Jego polityka była przyczyną wojskowego zamachu stanu (31 marca 1964 roku), który pozbawił go władzy i zmusił do opuszczenia kraju. Schronił się w Urugwaju, gdzie otrzymał azyl polityczny. W 1973 roku, na zaproszenie Juana Peróna, zamieszkał w Argentynie. Nigdy nie powrócił do Brazylii.
Został otruty 6 grudnia 1976 z rozkazu brazylijskiego szefa Departamentu Porządku Polityczno-Społecznego za pozwoleniem ówczesnego prezydenta Ernesto Geisela. Przez ponad dwie dekady uważano, że przyczyną jego śmierci był zawał serca.